# یواس‌اس کرولی (۱۹۰۱)
یواس‌اس کرولی (۱۹۰۱) (به انگلیسی: USS Kerowlee (1901)) یک کشتی بود که طول آن ۳۵۰ فوت (۱۱۰ متر) بود. این کشتی در سال ۱۹۰۱ ساخته شد.